# 京都市中央斎場
京都市中央斎場（きょうとしちゅうおうさいじょう）とは京都府京都市山科区にある京都市営の火葬場である。

## 所在地
- 京都府京都市山科区上花山旭山町19番地の3

## 概要
1931年まで浄土真宗大谷派と本願寺派それぞれが運営する火葬場が存在していた。京都市が山科町を編入する際に譲渡され、全面改築の後市営花山火葬場として翌年操業開始したが、著しい老朽化のため1977年9月に操業を停止し翌年に解体され改築工事を行うこととなった。
その間代替として同じく老朽化した京都市北区にあった市営蓮華谷火葬場の旧施設を解体、仮設の施設を建設し1981年3月まで使用され、1981年4月に京都市中央斎場として操業を再開した。同時に旧蓮華谷火葬場は中央斎場分場として災害時の代替施設としての活用を前提に維持管理するも、その後30年間稼働はされていない状態であった。
2016年5月、施設が老朽化したこと及び京都市中央斎場の改修等の完了後はその代替施設としての必要性が低下することに鑑みて、京都市斎場条例及び同条例施行規則が改正され、分場が廃止された。
建物は本館と別館、そして第二別館からなり、本館には関西で唯一ロストル方式の火葬炉を24基備えている。通常ロストル方式には冷却の為に設ける前室がないのだが、当斎場では予備室という形でその前室が設けられている。全火葬炉24基稼働で1日あたり最大120件の火葬をこなすことが出来るなどロストル方式の利点を活かして稼働する。京都市全域の需要を満たす形ではあるが宇治市と亀岡市を除き周辺の自治体には火葬場が設置されていないためそれらの火葬も受け持つ形になっている。

## 施設
本館
- 予備室付きロストル式火葬炉 24基（収骨皿後部引出式、都市ガス使用、都市ガス供給が出来ないときの為にプロパンガス供給施設完備）
- 炉前ホール（4室）
- 告別ホール（4室）
- 収骨室（5室）

別館
- 事務室
- 待合室（304人収容）
- 喫茶室（74人収容）

第二別館
- 胎児用火葬炉1基
- 動物用火葬炉2基（台車式）
- 告別ホール1室

- 駐車場：120台収容

### 使用料
- 10歳以上                  市民 20,000円 ・ 市民外 100,000円
- 0歳以上10歳未満  市民 13,000円・ 市民外 74,000円
- 胎児　　                   市民   5,000円・市民外 38,000円
- 平成29年4月1日より適用

### 入場から退場までの流れと特徴
- 到着後（主に葬儀業者）受付申請
- 受付からコントロール室に連絡、その後受付担当者から葬儀業者に案内指示が出るので遺族を指定された告別ホールへ案内誘導する。告別ホール、それに続く炉前ホール1室に6基の火葬炉へ通ずる予備室の扉がある。
- 指定された告別ホールで10分程度の最後のお別れをする。僧侶の同伴ではなく遺族の希望に応じて、京都仏教会から派遣された参勤僧（お布施：1,500円）に読経を依頼する。
- 焼香の後、電動棺台車に載せられた棺は指定された炉の予備室に安置される。その後扉が閉ざされ見送りは終わる。葬儀業者の案内で遺族を待合所に案内する。
- 予備室に安置された棺は制御盤操作で予備室に内蔵されているチェーンコンベア式の納棺機を使いロストル式火葬炉内に挿入され火葬される。火葬時間は平均約50分と台車式火葬炉を使用している斎場より比較的に短く、その後遺骨は約40分冷却される。その為遺族は約90分待合室で待機することになる。